# Fort Wayne Komets
I Fort Wayne Komets  sono una squadra di hockey su ghiaccio della ECHL con sede nella città di Fort Wayne, nello stato dell'Indiana. Nacquero nel 1952 e nel corso della loro storia giocarono nella IHL; vennero rifondati nel 1990 e presero parte anche ad altri campionati come la UHL e la CHL prima di entrare nel 2012 a far parte della ECHL. Disputano i loro incontri casalinghi presso l'Allen County War Memorial Coliseum.

## Storia
I Fort Wayne Komets vennero creati nella stagione 1952-1953 e presero parte alla International Hockey League fino al 1999, anno in cui si trasferirono nella United Hockey League, altra lega minore che nel 2007 assunse la denominazione IHL.  Nella IHL originale i Komets furono in grado di vincere quattro edizioni della Turner Cup: nel 1963, nel 1965, nel 1973 e nel 1993, in seguito nella UHL, rinominata poi IHL, giunsero altri quattro titoli nel 2003, e una tripletta consecutiva fra il 2008 e il 2010. Per due stagioni presero parte anche alla Central Hockey League vincendo la Ray Miron President's Cup nel 2012. Da quell'anno si trasferirono nella ECHL, la terza lega nordamericana per importanza. Fin dalla loro nascita i Komets sono stati ospitati dall'Allen County War Memorial Coliseum di Fort Wayne.
La franchigia originale si trasferì ad Albany nel 1990, ma nello stesso anno giunsero in città i Flint Spirits che dopo aver lasciato Flint assunsero il nome e l'identità dei Komets. L'esperienza della squadra con il nome di Albany Choppers durò meno di una stagione, infatti la squadra si sciolse già nel febbraio del 1991. In tutto il panorama professionistico nordamericano solo le Original Six della NHL e gli Hershey Bears della AHL hanno giocato ininterrottamente nella stessa città per più tempo dei Komets.
Nel 1988 venne creata la Hall of Fame dedicata ai giocatori, ai dirigenti e ai giornalisti che hanno lasciato un segno nella storia della franchigia e nel corso delle stagioni sono state ritirate quindici maglie. Fra i giocatori più importanti nella storia dei Komets vi è Len Thornson, attaccante canadese detentore del primato di squadra per punti segnati, vincitore di due Turner Cup e numerosi trofei individuali.

## Giocatori

### Numeri ritirati
| Numeri ritirati dai Fort Wayne Komets |                 |              |           |                |
| N°                                    | Giocatore       | Ruolo        | Anni      | Anno di ritiro |
| 1                                     | Chuck Adamson   | P            | 1962-1967 | 2013           |
| 2                                     | Guy Dupuis      | D            | 1991-2011 | 2011           |
| 5                                     | Terry Pembroke  | D            | 1964-1978 | 1988           |
| 6                                     | Lionel Repka    | D            | 1958-1969 | 1988           |
| 11                                    | Len Thornson    | C            | 1957-1969 | 1988           |
| 12                                    | Reg Primeau     | C            | 1960-1969 | 1988           |
| 16                                    | Eddie Long      | AD           | 1952-1966 | 1988           |
| 18                                    | Rob Laird       | AS           | 1974-1989 | 2002           |
| 26                                    | Colin Chin      | C            | 1986-1996 | 2007           |
| 30                                    | Robbie Irons    | P            | 1967-1981 | 1988           |
| 33                                    | Nick Boucher    | P            | 2007-2012 | 2013           |
| 40                                    | Bob Chase       | Giornalista  |           | 2003           |
| 58                                    | Ken Ullyot      | Proprietario | 1958-1982 | 1988           |
| 59                                    | Colin Lister    | Proprietario | 1959-1985 | 1988           |
| 77                                    | Steven Fletcher | AS           | 1990-2002 | 2007           |

## Record della franchigia

### Singola stagione
Gol: 69  Barry Scully (1980-81)
Assist: 93  Len Thornson (1966-67)
Punti: 139  Terry McDougall (1978-79) e  Len Thornson (1966-67)
Minuti di penalità: 590  Andy Bézeau (1995-96)

### Carriera
Gol: 425  Eddie Long
Assist: 807  Len Thornson
Punti: 1219  Len Thornson
Minuti di penalità: 1581  Steven Fletcher
Partite giocate: 915  Guy Dupuis

## Palmarès

### Premi di squadra
- Turner Cup: 7

1962-1963, 1964-1965, 1972-1973, 1992-1993, 2007-2008, 2008-2009, 2009-2010
- Colonial Cup: 1

2002-2003
- Ray Miron President's Cup: 1

2011-2012
- Fred A. Huber Trophy: 7

1959-1960, 1962-1963, 1972-1973, 1977-1978, 1983-1984, 1985-1986, 1986-1987

### Premi individuali
- Commissioner's Trophy: 4

Rob Laird: 1985-1986
Al Sims: 1992-1993
Bruce Boudreau: 1993-1994
John Torchetti: 1997-1998
- Gary F. Longman Memorial Trophy: 6

Dave Richardson: 1961-1962
Sid Veysey: 1975-1976
Ron Zanussi: 1976-1977
Dan Bonar: 1977-1978
Darren Jensen: 1983-1984
Konstantin Šafronov: 1995-1996
- Governor's Trophy: 7

Lionel Repka: 1964-1965
Rick Pagnutti: 1971-1972
Jim Burton: 1982-1983, 1985-1986, 1986-1987
Brian McKee: 1990-1991
Jean-Marc Richard: 1991-1992
- Ironman Award: 2

Bob Lakso: 1989-1990
Colin Chin: 1993-1994
- James Gatschene Memorial Trophy: 11

Len Thornson: 1958-1959, 1960-1961, 1962-1963, 1963-1964, 1966-1967, 1967-1968
Eddie Long: 1961-1962
Dan Bonar: 1977-1978
Terry McDougall: 1978-1979
Al Dumba: 1979-1980
Darren Jensen: 1983-1984
- James Norris Memorial Trophy: 7

Reno Zanier: 1959-1960
Chuck Adamson: 1964-1965
Robbie Irons e Don Atchison: 1972-1973
Darren Jensen: 1983-1984
Pokey Reddick e Rick St. Croix: 1985-1986
Michel Dufoure Alain Raymond: 1986-1987
Rick Knickle: 1988-1989
- Ken McKenzie Trophy: 2

Bob Janecyk: 1979-1980
Steve Janaszak: 1980-1981
- Leo P. Lamoureux Memorial Trophy: 8

Len Thornson: 1961-1962, 1963-1964, 1966-1967
Bobby Rivard: 1965-1966
Terry McDougall: 1978-1979
Al Dumba: 1979-1980
Wally Schreiber: 1983-1984
Lonnie Loach: 1990-1991
- Norman R. "Bud" Poile Trophy: 1

Pokey Reddick: 1992-1993